# アウレリアーノ・デ・ベルエーテ
アウレリアーノ・デ・ベルエーテ（Aureliano de Beruete、1845年9月27日 - 1912年1月5日）はスペインの風景画家である。スペインにおける印象派の画家の最初の一人とされる。同名の息子に美術史家でプラド美術館の館長を務めた、Aureliano de Beruete y Moret(1876–1922) がいる。

## 略歴
マドリードの裕福な家庭に生まれた。父親は上院議員を務めた人物で、アウレリアーノ・デ・ベルエーテは1867年にマドリード大学で法学の学位を得て、1871年に議員に選ばれ、1873年に成立した短命のスペイン共和国で政治家として働いたが1874年には政治から身を引いた。美術の道に進み、マドリードの王立サン・フェルナンド美術アカデミーに入学し、風景画家のカルロス・デ・アエス(Carlos de Haes: 1829-1898)に学んだ。 1877年に結婚し、翌年初めてパリを訪れた。1878年にはスペイン全国展覧会(Exposiciones Nacionales de Bellas Artes)に出展した。
スペイン知識人たちの「再生主義運動(Regeneracionismo)」に共鳴し、社会運動に参加し、自由教育学院(Institución Libre de Enseñanza)の設立に協力し、自由教育学院で教えた。美術史家としても1898年にディエゴ・ベラスケスに関する著書をパリで出版した 。
パリやイタリアで活動した画家、マルティン・リコ(1833–1908)とパリを訪れるなど、しばしばパリを訪れ、バルビゾン派の画家や印象派の画家の作品に影響を受けてスペインなどの風景を描いた。
彼の息子、Aureliano de Beruete y Moretは美術評論家、美術史家として知られるようになり、1918年から1922年までプラド美術館の館長を務めた。
デ・ベルエーテの作品はプラド美術館などに収蔵されている。

## 作品

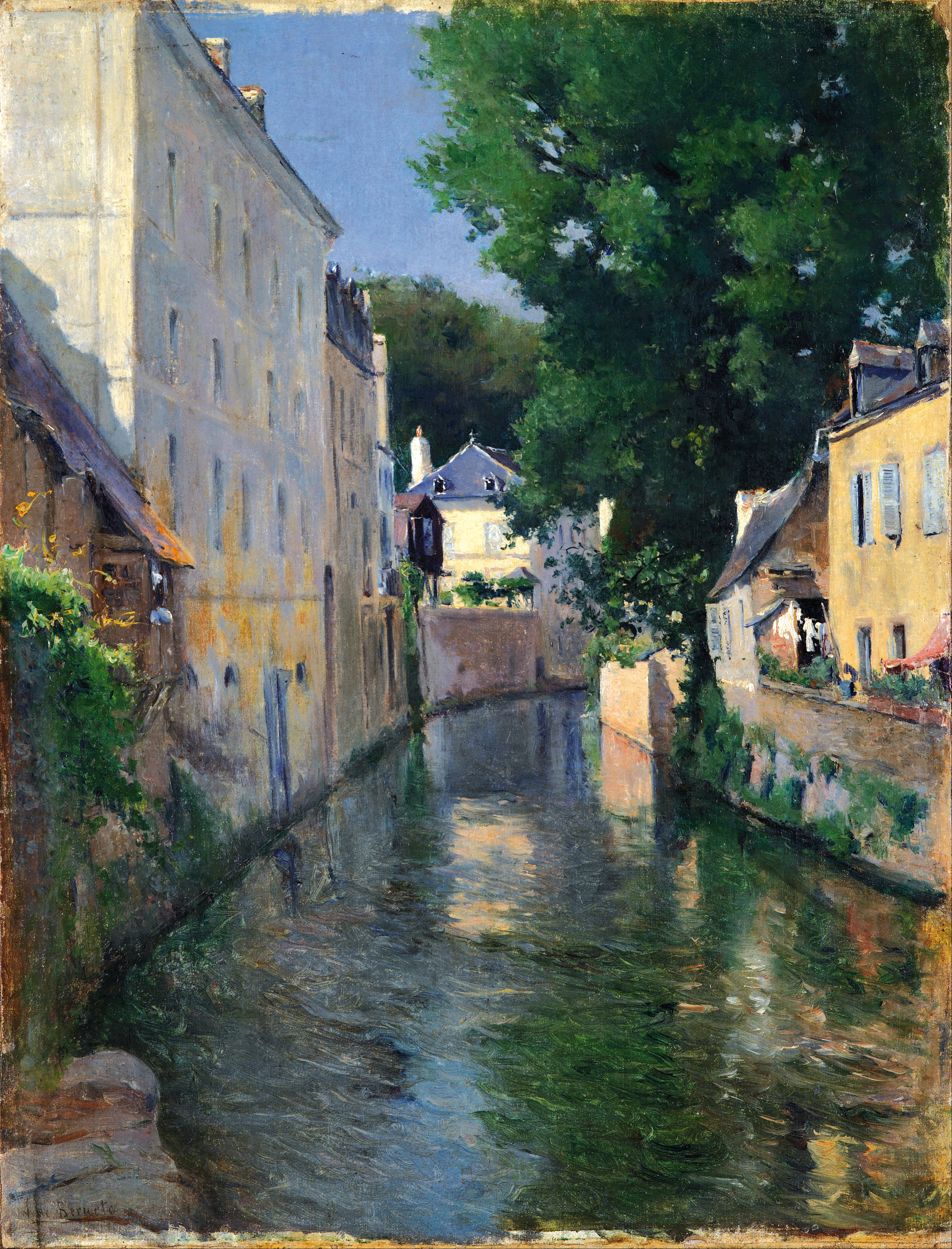
フランス、カンパルレの川(1901)
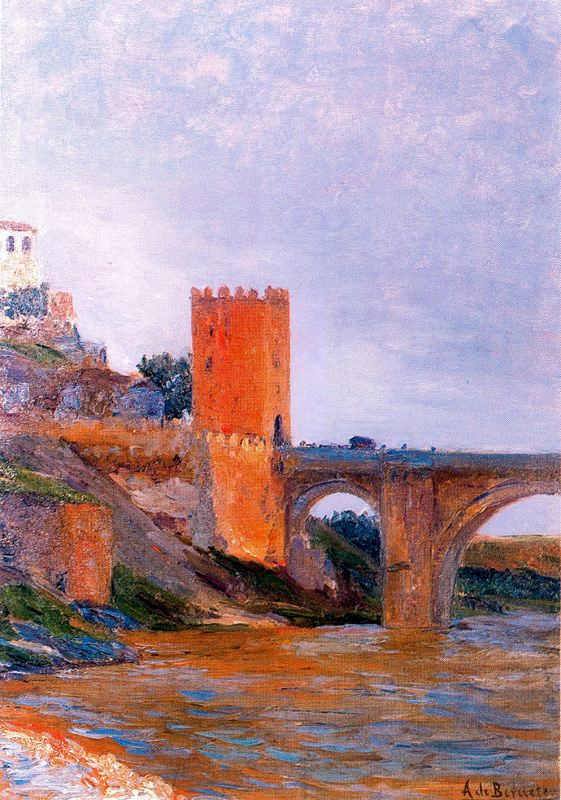
トレドのアルカンタラ橋
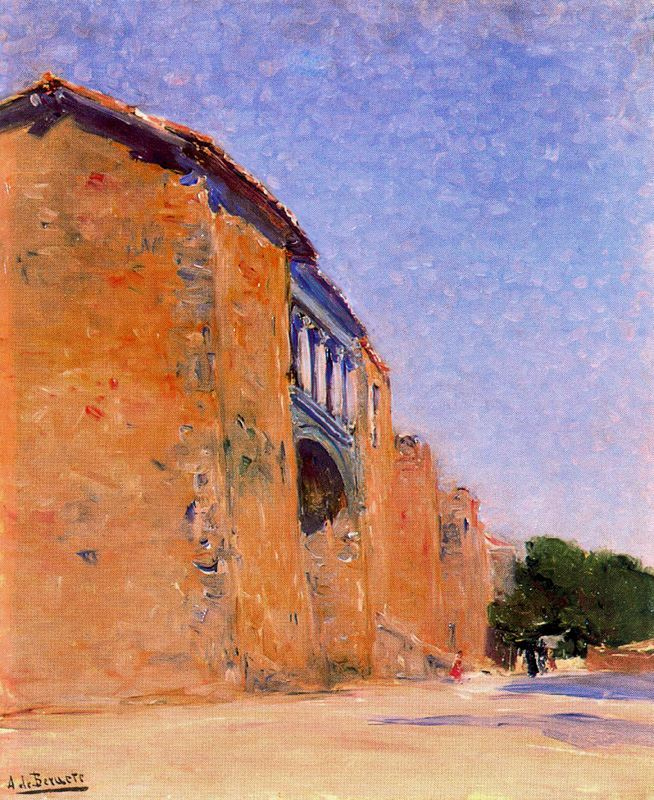
アビラの城壁の門(1909)
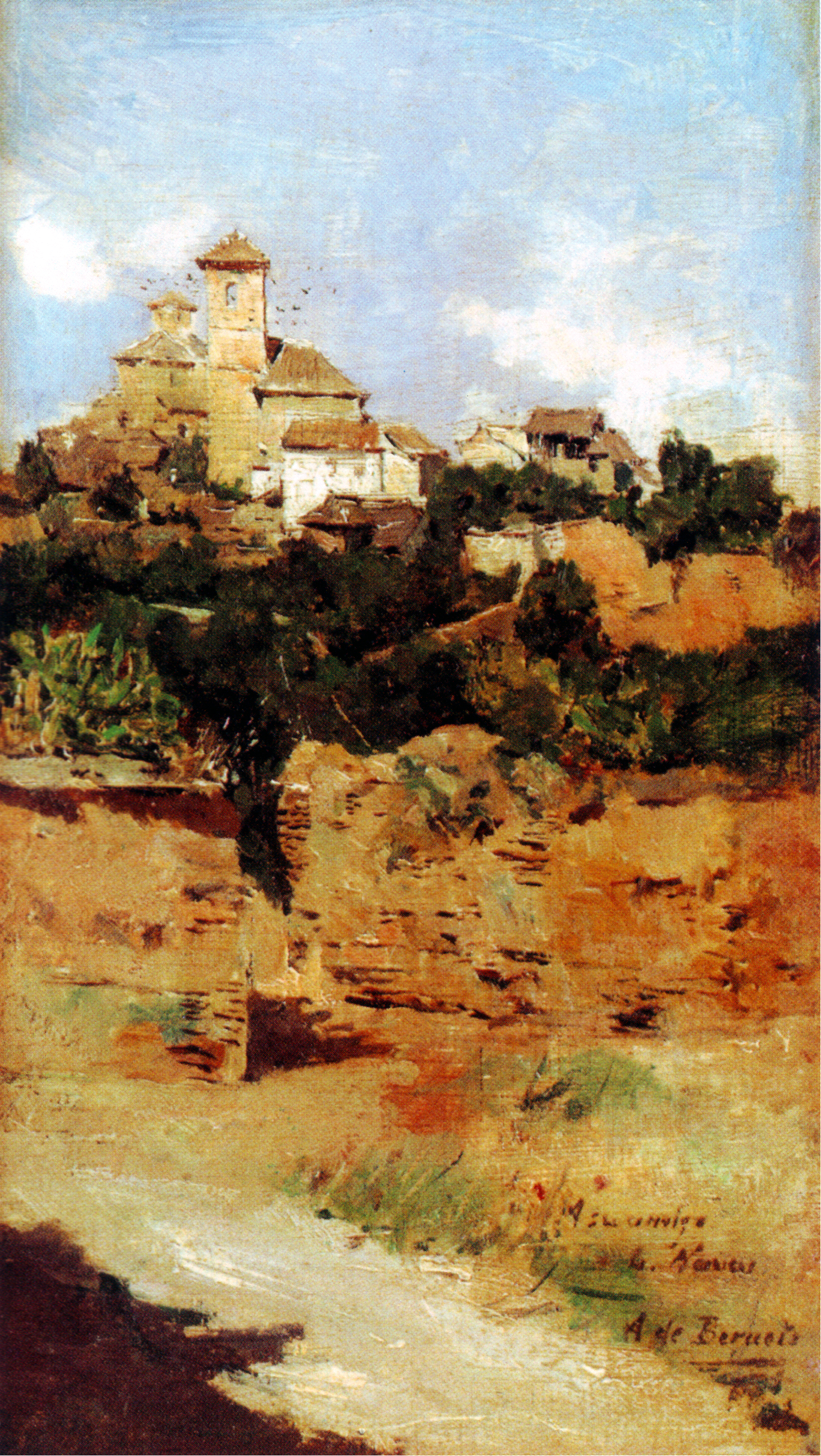
アルバイシンの風景

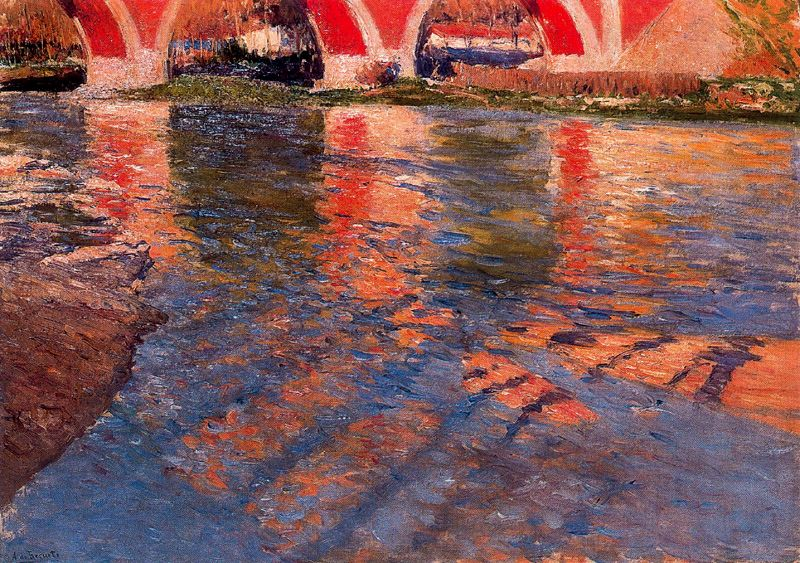
マンサナレス川 (1906)
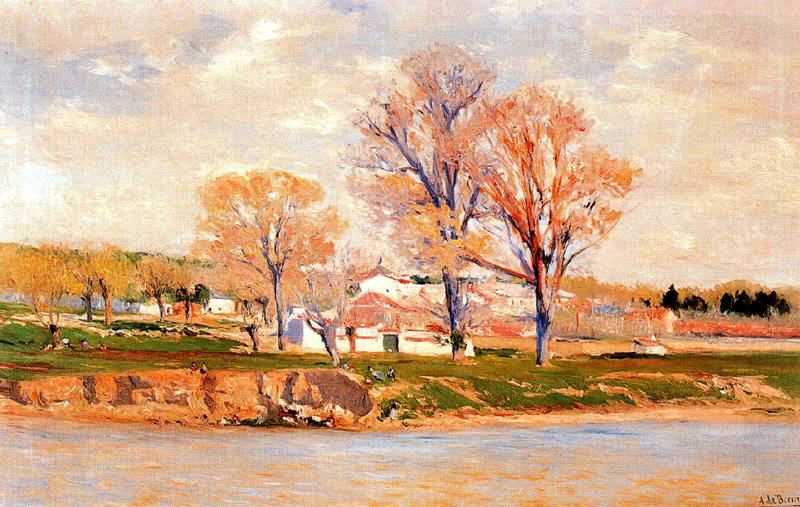
マンサナレス川の岸辺
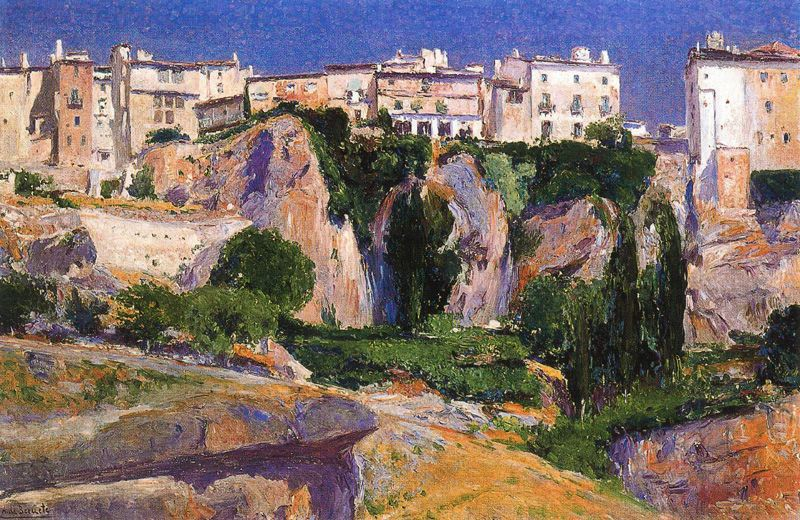
クエンカの風景